# De Tomaso Vallelunga
O  Vallelunga  foi um modelo esportivo produzido entre 1964 e 1968 pela De Tomaso.